# Port d'Al Hamriya
Le port d'Al Hamriya ou (ar) : ميناء الحمرية, Mena Hamriya est un ancien port situé à Deira aux Émirats arabes unis.

## Histoire
C'est un port qui est exploité par DP World.